# هنري جوليان ألارد
هنري جوليان ألارد هو سياسي بلجيكي، ولد في 12 يونيو 1803 في تورناي في بلجيكا، وتوفي بنفس المكان في 17 نوفمبر 1882. انتخب عضو مجلس النواب من بلجيكا.